# 반다이산

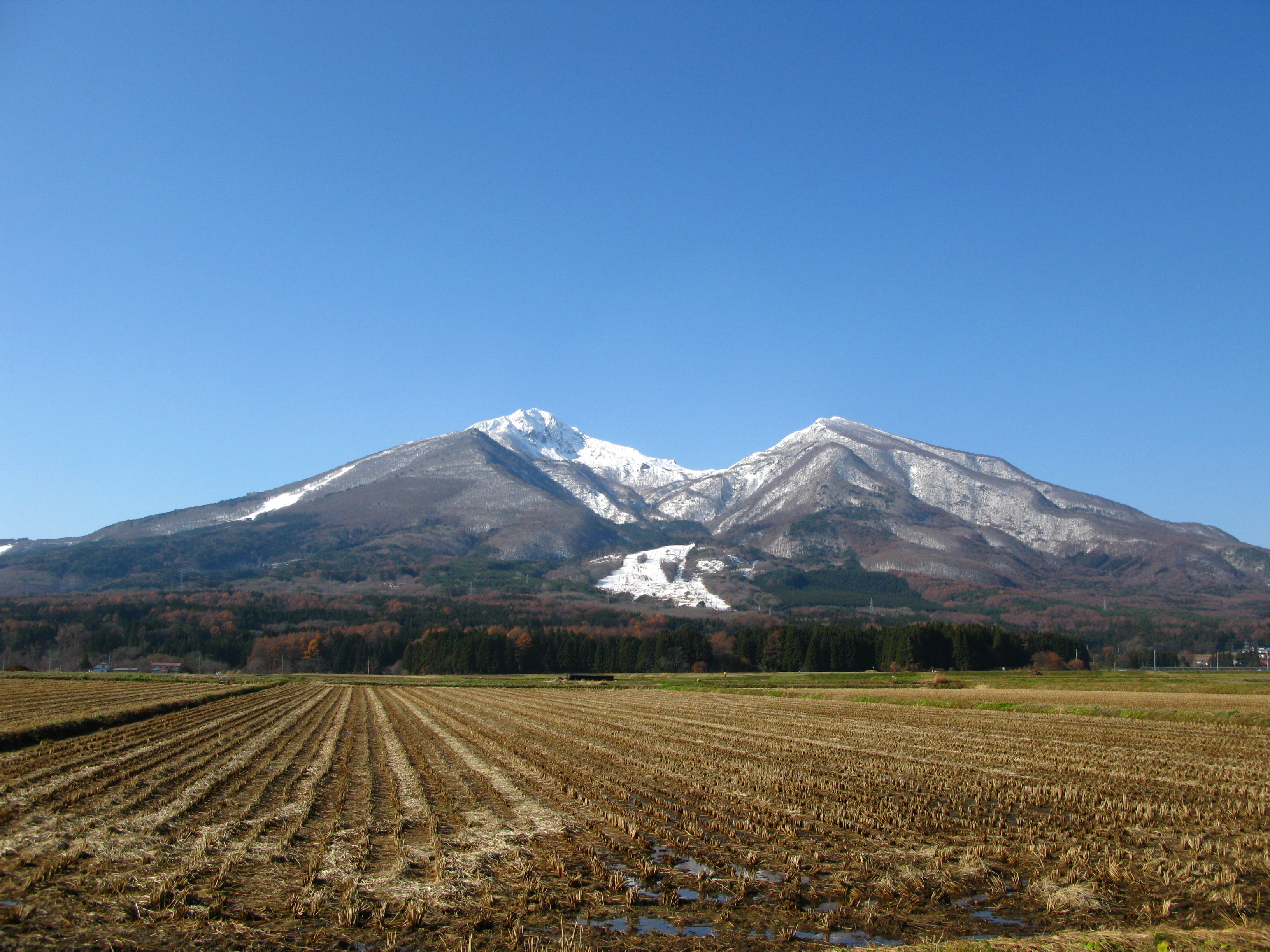
반다이산

반다이산(일본어: 磐梯山)은 일본 후쿠시마현에 위치한 산이다. 일본백명산 중 하나로, 현재도 활동하는 활화산으로 알려져 있다. 화구는 1888년 대분화로 인하여 대량의 화쇄류가 발생하여 분화구가 함몰되어 지금의 모습이 형성되었다. 총 461명의 사람들이 목숨을 잃었다. 그리고 이 분화로 인하여 2개의 호수가 형성된 걸로 알려져 있다. 지금도 계속해서 여러 분기공들에서 연기를 분출하고 있다.